# 948 Jucunda
A 948 Jucunda (ideiglenes jelöléssel 1921 JE) a Naprendszer kisbolygóövében található aszteroida. Karl Wilhelm Reinmuth fedezte fel 1921. március 3-án, Heidelbergben.